# Барабуля Антон Миколайович
Антон Миколайович Барабуля (15 березня 1977, Кропивницький) — український дипломат. Тимчасовий повірений у справах України в Республіці Сенегал (2019—2021).

## Життєпис
Народився 15 березня 1977 року у місті Кропивницький. У 1995 році закінчив Кіровоградське медичне училище імені Є. О. Мухіна, спеціальність: «Лікувальна справа»; у 2000 закінчив Кіровоградський державний педагогічний університет імені Володимира Винниченка, спеціальність: «Англійська та німецька мови»; у 2012 році Дипломатичну академію України імені Геннадія Удовенка при Міністерстві закордонних справ України. Кандидат філологічних наук. Володіє іноземними мовами: англійською, французькою, російською, німецькою.
У 2000—2001 рр. — проходив службу у Збройних силах України;
У 2002—2003 рр. — асистент кафедри іноземних мов Кіровоградського державного педагогічного університету імені Володимира Винниченка;
У 2003—2006 рр. — навчання в аспірантурі, спеціальність: «Порівняльно-типологічне та історичне мовознавство»;
У 2006—2008 рр. — викладач кафедри англійської мови Кіровоградського державного педагогічного університету імені Володимира Винниченка;
У 2008—2010 рр. — старший викладач кафедри германської та фінської філології Київського національного лінгвістичного університету;
У 2010—2012 рр. — слухач Дипломатичної академії України імені Геннадія Удовенка при МЗС України;
У 2013—2014 рр. — другий секретар відділу культурно-гуманітарного співробітництва Департаменту закордонного українства та культурно-гуманітарного співробітництва МЗС України;
У 2014—2016 рр. — другий секретар, перший секретар відділу (Секретаріату) Національної комісії України у справах ЮНЕСКО МЗС України;
З 2016 року — перший секретар Посольства України в Сенегалі;
З 26 січня 2019 по 28 квітня 2021 року — Тимчасовий повірений у справах України в Сенегалі.
У 2022-2024 рр. — радник відділу (Секретаріату) Національної комісії України у справах ЮНЕСКО МЗС України.
З серпня 2024 р. - заступник начальника відділу (Секретаріату) Національної комісії України у справах ЮНЕСКО МЗС України.